# Bois noir
Pour les articles homonymes, voir Bois noir (homonymie).

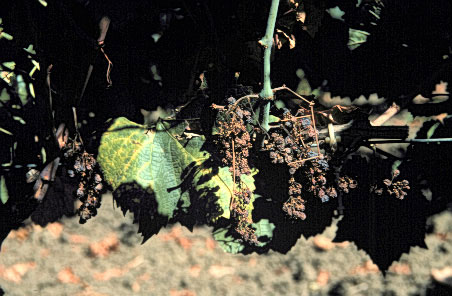
Bois noir de la vigne

Le bois noir ou stolbur de la vigne est une maladie due à un phytoplasme. Il s'agit d'un parasite microscopique, bactérien, sans paroi cellulaire qui ne présente aucun risque pour la santé humaine, mais qui affecte les pieds de vigne et la production viticole. Ce parasite vit dans la sève.
Il est considéré comme un ravageur justiciable de quarantaine au Canada.
La maladie du bois noir est l'une des nombreuses formes de jaunisse de la vigne, la plus connue étant la flavescence dorée, maladie courante en Europe.
Les symptômes sont proches. Ils apparaissent plutôt aux extrémités de la plante et peuvent ensuite toucher tout ou partie de la plante (dont fruits, points végétatifs, feuille, sarments), avec ou sans perte de croissance et parfois avec mort des greffons récents. Ils apparaissent en début d'été et s'étendent jusqu'à la vendange. Les fleurs sont mal formées, le fruit ne grandit pas et meurt, les entre-nœuds sont courts avec parfois une croissance en zigzag et des feuilles qui tendent à s'enrouler et à se tacher (taches côté soleil). Les taches, dont la couleur varie selon les cépages, se réunissent en bandes le long des nervures jusqu'à couvrir la feuille, dont le pédoncule est fragilisé. Une lignification médiocre des sarments peut les ramollir (port tombant). Souvent, seuls quelques-uns de ces symptômes sont observés simultanément.
Le vecteur est une cicadelle de la famille des Cixiidae, Hyalesthes obsoletus. L'insecte acquiert le phytoplasme par piqûre d'une plante déjà atteinte et peut le transmettre à d'autres plantes.

## Vulnérabilité
Vitis vinifera est plus ou moins sensible aux phytoplasmes selon les cépages.
Les cépages les plus importants pour la viticulture sont plus sensibles (Chardonnay, Pinot blanc, Pinot noir, Cabernet Sauvignon, Sauvignon blanc, Pinot gris et Sémillon). Le Merlot y est plus tolérant.
Les vignes de l'espèce Vitis vinifera infectées (comme c'est le cas pour la flavescence dorée) se rétablissent généralement sans traitement, mais, notamment en contexte de viticulture intensive, les symptômes peuvent réapparaître rapidement ou après quelques années.
Les vignes de l'espèce Vitis labrusca  et les porte-greffes américains infectés ne sont pas ou peu affectés, mais on craint qu'ils ne jouent un rôle de réservoir.